# Discografia di Peter Sinfield
Discografia di Peter Sinfield.

## Album

### Da solista
- 1973: Still – testi per tutto l'album

### Con i King Crimson
- 1969: In the Court of the Crimson King – testi per tutto l'album; co-produttore con la band
- 1970: In the Wake of Poseidon – testi per tutto l'album, tranne Peace - A Theme e Devil's Triangle; co-produttore con Robert Fripp
- 1970: Lizard – testi per tutto l'album; co-produttore con Robert Fripp
- 1971: Islands – testi per tutto l'album; co-produttore con la band

## Collaborazioni

### Con Ian McDonald
- 1970: McDonald and Giles (con Peter Giles) – testo per Birdman
- 1999: Drivers Eyes (da solista) – testo per Let There Be Light

### Con gli Emerson, Lake & Palmer
- 1973: Brain Salad Surgery – testi per Benny the Bouncer e Karn Evil 9
- 1977: Works Volume 1 – testi per i brani solistici di Greg Lake (sul lato B del 1º disco) e per The Pirates di tutto il trio ELP
- 1977: Works Volume 2 – testi per Tiger in a Spotlight, Brain Salad Surgery, Watching Over You, So Far to Fall e I Believe in Father Christmas
- 1978: Love Beach – testi per tutto l'album, eccetto Canario

### Con la Premiata Forneria Marconi
- 1973: Photos of Ghosts – testi per il brano omonimo e per River of Life, Celebration, Mr. 9 till 5 e Promenade to Puzzle
- 1974: L'isola di niente – testo per Is My Face on Straight
- 1974: The World Became the World – testi per tutto l'album, eccetto Have Your Cake and Beat It

### Con Angelo Branduardi
- 1978: Highdown Fair – testi per tutto l'album
- 1979: Fables and Fantasies – testi per tutto l'album, tranne Il ciliegio

### Con Gary Brooker
- 1979: No More Fear of Flying – testi per Get Up and Dance, Gimme Something to Remember You By, Old Manhattan Melody, Angelina e Let Me In

### Con Brian Eno
- 1979: In a Land of Clear Colors di Robert Sheckley. Album molto raro, limitato a 1000 copie per l'etichetta Galeria el Mensajero. In questo album Peter Sinfield fa la narrazione.

### Con Chris Squire e Alan White
- 1981: Run with the Fox

### Con Nikka Costa
- 1981: The 1st Album – testo per It's Your Dream
- 1983: Fairy Tales – testi per First Love, I Believe in Fairy Tales e Trick or Treat

### Con i Bucks Fizz
- 1981: The 1st Album – testi per Midnight Reservation e The Right Situation
- 1982: Are You Ready – testi per One Way Love, Breaking and Entering, 20th Century Hero e The Land of Make Believe
- 1984: I Hear Talk – testo per il brano omonimo
- 1986: Writing on the Wall – testi per You and Your Heart so Blue, Keep Each Other Warm e Love in a World Gone Mad
- 1988: The Story So Far – testi per Heart of Stone

### Con Moon Martin (1982) e i TKA (1988)
- X-Ray Vision

### Con Leo Sayer
- 1982: Have You Ever Been in Love – testo per il brano omonimo

### Con i Five Star
- 1986: Silk & Steel – testo per Rain or Shine

### Con i Flairck
- 1986: Sleight of Hand – testo per Walk Upon Dreams

### Con Agnetha Fältskog
- 1987: I Stand Alone – testo per Love in a World Gone Mad

### Con Cher
- 1989: Heart of Stone – testo per il brano omonimo

### Con Céline Dion
- 1993: The Colour of My Love – testo per Think Twice
- 1986: Falling into You – testo per Call the Man

### Con David Cross
- 1997: Exiles – testo per This Is Your Life

## Come produttore

### Roxy Music
- 1972: The 1st Album – co-produttore con Brian Eno

### Premiata Forneria Marconi
- 1973: Photos of Ghosts – co-produttore (per Celebration e Old Rain) con Claudio Fabi[1]

### Emerson, Lake & Palmer
- 1977: Works Volume 1 – co-produttore con Greg Lake per i tutto il lato B del 1º disco
- 1977: Works Volume 2 – co-produttore con Greg Lake per Watching Over You e I Believe in Father Christmas

### Angelo Branduardi
- 1978: Highdown Fair – Idem